# Selección femenina de fútbol de Canadá
La selección femenina de fútbol de Canadá (en inglés: Canada women's national soccer team; en francés: Équipe du Canada féminine de soccer) es el equipo nacional que representa al país en las competiciones internacionales del fútbol femenino. Está dirigida por la Asociación Canadiense de Fútbol, la cual está afiliada a la Concacaf y a la FIFA.
Canadá es considerada como una de las selecciones de fútbol femenino más fuertes de la Concacaf, junto a los Estados Unidos. Su mejor posición en la Copa Mundial Femenina de la FIFA fue el cuarto puesto en la edición de 2003. También, consiguió el título en el Premundial Femenino Concacaf en 1998 y 2010. Mientras que en los Juegos Olímpicos lograron la medalla de oro en 2021, además de dos bronces en 2012 y 2016.
Futbolistas como Charmaine Hooper y Christine Sinclair, son algunas de las jugadoras más importantes en la historia de la selección femenina canadiense.

## Estadísticas

### Copa Mundial Femenina de Fútbol
| Edición                        | Resultado        | Posición     | PJ           | PG           | PE           | PP           | GF           | GC           |
| ------------------------------ | ---------------- | ------------ | ------------ | ------------ | ------------ | ------------ | ------------ | ------------ |
| China 1991                     | No clasificó     | No clasificó | No clasificó | No clasificó | No clasificó | No clasificó | No clasificó | No clasificó |
| Suecia 1995                    | Fase de grupos   | 10/12        | 3            | 0            | 1            | 2            | 5            | 13           |
| Estados Unidos 1999            | Fase de grupos   | 12/16        | 3            | 0            | 1            | 2            | 3            | 12           |
| Estados Unidos 2003            | Cuarto lugar     | 4/16         | 6            | 3            | 0            | 3            | 10           | 10           |
| China 2007                     | Fase de grupos   | 9/16         | 3            | 1            | 1            | 1            | 7            | 4            |
| Alemania 2011                  | Fase de grupos   | 16/16        | 3            | 0            | 0            | 3            | 1            | 7            |
| Canadá 2015                    | Cuartos de final | 6/24         | 5            | 2            | 2            | 1            | 4            | 3            |
| Francia 2019                   | Octavos de final | 11/24        | 4            | 2            | 0            | 2            | 4            | 3            |
| Australia y Nueva Zelanda 2023 | Fase de grupos   | 21/32        | 3            | 1            | 1            | 1            | 2            | 5            |
| Brasil 2027                    | Por definir      | Por definir  | Por definir  | Por definir  | Por definir  | Por definir  | Por definir  | Por definir  |
| Total                          | 8/9              |              | 30           | 9            | 6            | 15           | 36           | 57           |

### Juegos Olímpicos
| Edición             | Resultado        | Posición     | PJ           | PG           | PE           | PP           | GF           | GC           |
| ------------------- | ---------------- | ------------ | ------------ | ------------ | ------------ | ------------ | ------------ | ------------ |
| Atlanta 1996        | No clasificó     | No clasificó | No clasificó | No clasificó | No clasificó | No clasificó | No clasificó | No clasificó |
| Sídney 2000         | No clasificó     | No clasificó | No clasificó | No clasificó | No clasificó | No clasificó | No clasificó | No clasificó |
| Atenas 2004         | No clasificó     | No clasificó | No clasificó | No clasificó | No clasificó | No clasificó | No clasificó | No clasificó |
| Pekín 2008          | Cuartos de final | 8°           | 4            | 1            | 1            | 2            | 5            | 6            |
| Londres 2012        | Tercer lugar     | 3°           | 6            | 3            | 1            | 2            | 12           | 8            |
| Río de Janeiro 2016 | Tercer lugar     | 3°           | 6            | 5            | 0            | 1            | 10           | 5            |
| Tokio 2021          | Campeón          | 1°           | 6            | 2            | 4            | 0            | 6            | 4            |
| París 2024          | Cuartos de final | 7°           | 4            | 3            | 1            | 0            | 5            | 2            |
| Los Ángeles 2028    | Por definir      | Por definir  | Por definir  | Por definir  | Por definir  | Por definir  | Por definir  | Por definir  |
| Total               | 5/7              |              | 26           | 14           | 7            | 5            | 38           | 25           |

### Premundial Femenino de la Concacaf
| Edición                      | Resultado    | Posición     | PJ           | PG           | PE           | PP           | GF           | GC           |
| ---------------------------- | ------------ | ------------ | ------------ | ------------ | ------------ | ------------ | ------------ | ------------ |
| Haití 1991                   | Finalista    | 2°           | 5            | 4            | 0            | 1            | 23           | 5            |
| Estados Unidos 1993          | -            | 3°           | 3            | 1            | 1            | 1            | 4            | 1            |
| Canadá 1994                  | Finalista    | 2°           | 4            | 3            | 0            | 1            | 18           | 6            |
| Canadá 1998                  | Campeones    | 1°           | 5            | 5            | 0            | 0            | 42           | 0            |
| Estados Unidos 2000          | Cuarto lugar | 4°           | 5            | 2            | 0            | 3            | 20           | 12           |
| Estados Unidos y Canadá 2002 | Finalista    | 2°           | 5            | 4            | 0            | 1            | 26           | 3            |
| Estados Unidos 2006          | Finalista    | 2°           | 2            | 1            | 0            | 1            | 5            | 2            |
| México 2010                  | Campeones    | 1°           | 5            | 5            | 0            | 0            | 17           | 0            |
| Estados Unidos 2014          | No participó | No participó | No participó | No participó | No participó | No participó | No participó | No participó |
| Estados Unidos 2018          | Finalista    | 2°           | 5            | 4            | 0            | 1            | 24           | 3            |
| México 2022                  | Finalista    | 2°           | 5            | 4            | 0            | 1            | 12           | 1            |
| Total                        | 10/11        |              | 44           | 33           | 1            | 10           | 191          | 33           |

### Preolímpico Femenino de la Concacaf
| Edición             | Resultado    | Posición | PJ | PG | PE | PP | GF | GC |
| ------------------- | ------------ | -------- | -- | -- | -- | -- | -- | -- |
| Costa Rica 2004     | Tercer Lugar | 3°       | 5  | 4  | 0  | 1  | 19 | 3  |
| México 2008         | Subcampeón   | 2°       | 4  | 3  | 1  | 0  | 9  | 1  |
| Canadá 2012         | Subcampeón   | 2°       | 5  | 4  | 0  | 1  | 16 | 6  |
| Estados Unidos 2016 | Subcampeón   | 2°       | 5  | 4  | 0  | 1  | 24 | 3  |
| Estados Unidos 2020 | Subcampeón   | 2°       | 5  | 4  | 0  | 1  | 23 | 3  |
| Total               | 5/5          | 2°       | 24 | 19 | 1  | 4  | 91 | 16 |

### Copa Oro Femenina de la Concacaf
| Edición             | Resultado     | Posición | PJ | PG | PE | PP | GF | GC |
| ------------------- | ------------- | -------- | -- | -- | -- | -- | -- | -- |
| Estados Unidos 2024 | Semifinalista | 3°       | 5  | 4  | 1  | 0  | 16 | 2  |
| Total               | 1/1           | 3°       | 5  | 4  | 1  | 0  | 16 | 2  |

## Últimos y próximos encuentros
Actualizado al último partido jugado el 29 de noviembre de 2024
| Fecha      | Ciudad                | Local        | Resultado      | Visitante     | Competición           |
| ---------- | --------------------- | ------------ | -------------- | ------------- | --------------------- |
| 13-07-2024 | Marbella              | Australia    | 1:2            | Canadá        | Partido amistoso      |
| 17-07-2024 | Marbella              | Nigeria      | 0:1            | Canadá        | Partido amistoso      |
| 25-07-2024 | Saint-Étienne         | Canadá       | 2:1            | Nueva Zelanda | Juegos Olímpicos 2024 |
| 28-07-2024 | Saint-Étienne         | Francia      | 1:2            | Canadá        | Juegos Olímpicos 2024 |
| 31-07-2024 | Niza                  | Colombia     | 0:1            | Canadá        | Juegos Olímpicos 2024 |
| 03-08-2024 | Marsella              | Canadá       | 0:0 (2:4 pen.) | Alemania      | Juegos Olímpicos 2024 |
| 25-10-2024 | Almendralejo          | España       | 1:1            | Canadá        | Partido amistoso      |
| 29-11-2024 | San Pedro del Pinatar | Canadá       | 0:0            | Islandia      | Partido amistoso      |
| 03-12-2024 | Murcia                | Canadá       | 5:1            | Corea del Sur | Partido amistoso      |
| 19-02-2025 | San Pedro del Pinatar | Canadá       | 1:1            | China         | Copa Pinatar 2025     |
| 22-02-2025 | San Pedro del Pinatar | Canadá       | 2:0            | México        | Copa Pinatar 2025     |
| 25-02-2025 | San Pedro del Pinatar | China Taipéi | 0:7            | Canadá        | Copa Pinatar 2025     |

## Jugadoras

### Última convocatoria
Jugadoras convocadas para la Copa Mundial de 2023.
Entrenadora:  Bev Priestman
| No. | Pos. | Jugadora           | Fecha de nacimiento (edad)         | Apa. | Goles | Club                     |
| --- | ---- | ------------------ | ---------------------------------- | ---- | ----- | ------------------------ |
| 1   | POR  | Kailen Sheridan    | 16 de julio de 1995 (28 años)      | 35   | 0     | San Diego Wave           |
| 2   | DEF  | Allysha Chapman    | 25 de enero de 1989 (34 años)      | 96   | 2     | Houston Dash             |
| 3   | DEF  | Kadeisha Buchanan  | 5 de noviembre de 1995 (27 años)   | 131  | 4     | Chelsea                  |
| 4   | DEF  | Shelina Zadorsky   | 24 de octubre de 1992 (30 años)    | 89   | 4     | Tottenham Hotspur        |
| 5   | MED  | Quinn              | 11 de agosto de 1995 (27 años)     | 89   | 5     | OL Reign                 |
| 6   | DEL  | Deanne Rose        | 3 de marzo de 1999 (24 años)       | 73   | 10    | Reading                  |
| 7   | MED  | Julia Grosso       | 29 de agosto de 2000 (22 años)     | 50   | 3     | Juventus                 |
| 8   | DEF  | Jayde Riviere      | 22 de enero de 2001 (22 años)      | 37   | 1     | Manchester United        |
| 9   | DEL  | Jordyn Huitema     | 8 de mayo de 2001 (22 años)        | 64   | 16    | OL Reign                 |
| 10  | DEF  | Ashley Lawrence    | 11 de junio de 1995 (28 años)      | 117  | 8     | Chelsea                  |
| 11  | DEL  | Evelyne Viens      | 6 de febrero de 1997 (26 años)     | 18   | 4     | Kristianstads DFF        |
| 12  | DEL  | Christine Sinclair | 12 de junio de 1983 (40 años)      | 323  | 190   | Portland Thorns          |
| 13  | MED  | Sophie Schmidt     | 28 de agosto de 1988 (34 años)     | 221  | 20    | Houston Dash             |
| 14  | DEF  | Vanessa Gilles     | 11 de marzo de 1996 (27 años)      | 25   | 3     | Olympique de Lyon        |
| 15  | DEL  | Nichelle Prince    | 19 de febrero de 1995 (28 años)    | 90   | 13    | Houston Dash             |
| 16  | DEF  | Gabrielle Carle    | 12 de octubre de 1998 (24 años)    | 36   | 1     | Washington Spirit        |
| 17  | MED  | Jessie Fleming     | 11 de marzo de 1998 (25 años)      | 115  | 19    | Chelsea                  |
| 18  | POR  | Sabrina D'Angelo   | 11 de mayo de 1993 (30 años)       | 13   | 0     | Arsenal                  |
| 19  | DEL  | Adriana Leon       | 2 de octubre de 1992 (30 años)     | 96   | 28    | Portland Thorns          |
| 20  | DEL  | Cloé Lacasse       | 7 de julio de 1993 (30 años)       | 19   | 1     | Benfica                  |
| 21  | MED  | Simi Awujo         | 23 de septiembre de 2003 (19 años) | 6    | 0     | USC Trojans              |
| 22  | POR  | Lysianne Proulx    | 17 de abril de 1999 (24 años)      | 0    | 0     | Torreense                |
| 23  | MED  | Olivia Smith       | 5 de agosto de 2004 (18 años)      | 2    | 0     | Penn State Nittany Lions |

## Historial
Jugadoras actuales en negrita.

### Jugadoras con más apariciones
| Puesto | Nombre             | Período   | Partidos |
| ------ | ------------------ | --------- | -------- |
| 1      | Christine Sinclair | 2000–     | 301      |
| 2      | Diana Matheson     | 2003–2021 | 206      |
| 3      | Sophie Schmidt     | 2005–     | 204      |
| 4      | Rhian Wilkinson    | 2003–2017 | 181      |
| 5      | Desiree Scott      | 2010–     | 163      |
| 6      | Brittany Baxter    | 2002–2014 | 132      |
| 6      | Andrea Neil        | 1991–2007 | 132      |
| 8      | Charmaine Hooper   | 1986–2006 | 129      |
| 9      | Melissa Tancredi   | 2004–2017 | 125      |
| 10     | Erin McLeod        | 2002–     | 118      |

### Porteras con más vallas invictas
| Puesto | Nombre          | Período   | Partidos | Vallas invictas |
| ------ | --------------- | --------- | -------- | --------------- |
| 1      | Karina LeBlanc  | 1998–2015 | 110      | 47              |
| 2      | Erin McLeod     | 2002–     | 118      | 45              |
| 3      | Stephanie Labbé | 2008–     | 74       | 36              |
| 4      | Nicci Wright    | 1996–2002 | 37       | 11              |
| 5      | Carla Chin      | 1987–1995 | 29       | 8               |
| 6      | Kailen Sheridan | 2016–     | 10       | 6               |
| 6      | Wendy Hawthorne | 1990–1995 | 15       | 6               |
| 8      | Taryn Swiatek   | 2001–2007 | 24       | 5               |

### Máximas goleadoras
| Puesto | Nombre             | Período   | Partidos | Goles |
| ------ | ------------------ | --------- | -------- | ----- |
| 1      | Christine Sinclair | 2000–     | 301      | 187   |
| 2      | Charmaine Hooper   | 1986–2006 | 129      | 71    |
| 3      | Silvana Burtini    | 1987–2003 | 77       | 38    |
| 4      | Kara Lang          | 2002–2010 | 92       | 34    |
| 5      | Janine Beckie      | 2015–     | 77       | 33    |
| 6      | Melissa Tancredi   | 2004–2017 | 125      | 27    |
| 7      | Andrea Neil        | 1991–2007 | 132      | 24    |
| 8      | Adriana Leon       | 2013–     | 72       | 19    |
| 8      | Sophie Schmidt     | 2005–     | 204      | 19    |
| 8      | Diana Matheson     | 2003–2021 | 206      | 19    |

### Jugadoras con más asistencias
| Puesto | Nombre             | Período   | Partidos | Asistencias |
| ------ | ------------------ | --------- | -------- | ----------- |
| 1      | Christine Sinclair | 2000–     | 300      | 55          |
| 2      | Rhian Wilkinson    | 2003–2017 | 181      | 23          |
| 2      | Diana Matheson     | 2003–2021 | 206      | 23          |
| 4      | Sophie Schmidt     | 2005–     | 201      | 20          |
| 4      | Melissa Tancredi   | 2004–2017 | 125      | 20          |
| 6      | Charmaine Hooper   | 1986–2006 | 129      | 13          |
| 6      | Kristina Kiss      | 2000–2008 | 75       | 13          |
| 8      | Kara Lang          | 2002–2010 | 92       | 12          |
| 9      | Nichelle Prince    | 2013–     | 61       | 10          |
| 10     | Ashley Lawrence    | 2013–     | 91       | 9           |

## Palmarés

### Selección Mayor (Absoluta)
- Cuarto lugar en la Copa Mundial Femenina de Fútbol (1): 2003.
- Campeonato Femenino de la Concacaf (2): 1998, 2010.
- Fútbol en los Juegos Olímpicos :
  -  Medalla de oro (1): 2020
  -  Medalla de bronce (2): 2012, 2016.
- Copa de Algarve (1): 2016.

### Selección Panamericana
- Fútbol en los Juegos Panamericanos 
  -  Medalla de oro (1): 2011.
  -  Medalla de plata (1): 2003.
  -  Medalla de bronce (1): 2007.

### Selección Sub-20 (Juvenil)
- Campeonato Femenino Sub-20 de la Concacaf (2): 2004 y 2008.
- Subcampeón de la Copa Mundial Femenina de Fútbol Sub-20 (1): 2002.

### Selección Sub-17 (Pre-Juvenil)
- Campeonato Femenino Sub-17 de la Concacaf (1): 2010.
- Tercer Lugar en la Copa Mundial Femenina de Fútbol Sub-17 (1): 2018.

## Entrenadores
- Neil Turnbull (1986-1991).
- Sylvie Béliveau (1993-1995).
- Neil Turnbull (1996-1999).
- Even Pellerud (2000-2008).
- Carolina Morace (2009-2011).
- John Herdman (2011-2018).
- Kenneth Heiner-Møller (2018-2020).
- Beverly Priestman (2020-).